# Боуряну, Раду
Раду Боуряну (рум. Radu Boureanu; 9 марта 1906, Бухарест — 5 сентября 1997, там же) – румынский поэт, писатель
, драматург, публицист, переводчик, актёр.

## Биография
Окончил в 1931 году Бухарестскую консерваторию. Ученик Лючии Стурдза-Буландры. В 1929-1947 годах перерывами был актёром Национального театра в Бухаресте, затем, посвятил себя литературному творчеству.
Член РКП. 
Автор сборников стихов «Белый полет» (1932), «Кровь народов» (1948), «Ночное солнце» (1969), «Чистая планета» (1976); драматиччской поэмы «Село без любви» (1966), ряда пьес, рассказов, публицистики. Произведёния Боуряну  посвящены жизни рыбаков и пейзажам плавней Дуная, полны романтических порывов к будущему. 
В 1948 году опубликовал книгу антиколониальных стихов «Кровь народов». Сборники «Другие стихи» (1954), «Новые стихи» (1957), «Стихи» (1961) посвящены строительству социалистической жизни в Румынии . Автор пьес «Волки» (1951), «Дело Беннета» (1954, в соавтор. ).